# Fernandocrambus xerophylla
Fernandocrambus xerophylla là một loài bướm đêm trong họ Crambidae.